# Kir Royal
El Kir Royal és un còctel francès, una variació del Kir, que s'acostuma a prendre com un aperitiu. La seva preparació és molt senzilla, i consisteix a posar una part de cassís al fons d'una copa de cava i cobrir-la amb nou parts de xampany o cava; mentre que el Kir tradicional es prepara emprant vi blanc en lloc de vi escumós. El nom d'aquesta beguda prové del canonge Félix Kir, alcalde de Dijon entre 1945 i 1968.